# Зоопланктон

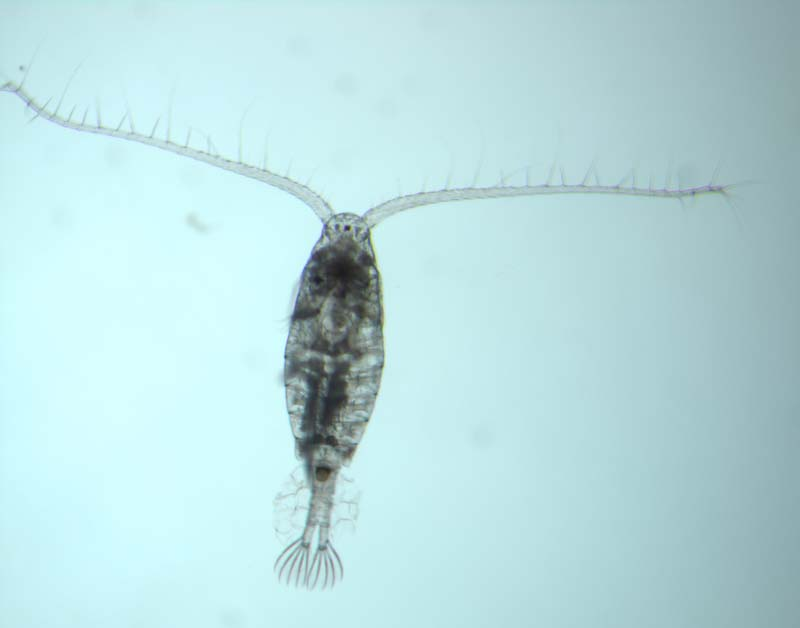
Представитель зоопланктона (Diaptomus)

Зоопланктон — водные животные, которые не могут противостоять течениям и  пассивно переносятся вместе с водными массами.

## Описание
К зоопланктону традиционно относят также достаточно крупных гетеротрофных протистов — одноклеточных и колониальных. В составе зоопланктона встречаются представители большинства типов животного царства. В большинстве водоёмов самая многочисленная группа зоопланктона — мелкие ракообразные. В состав зоопланктона входят также личинки многих животных, пелагическая икра рыб. Организмы зоопланктона питаются фитопланктоном, бактериопланктоном, детритом или более мелкими представителями зоопланктона. Если организмы весь жизненный цикл проводят в форме планктона, их относят к голопланктону; если животные проводят в виде планктона лишь часть жизни (как правило, личиночную стадию), их относят к меропланктону. Зоопланктон — основа пищевых цепочек в биоценозах водоёмов, особенно морских. Это звено пищевых цепей, связывающее фитопланктон, который образовывает первичную продукцию, с более крупными нектонными и бентосными животными.
Одними из самых распространённых организмов зоопланктона пресных вод, обычными для стоячих луж и доступными для наблюдения в лупу, являются дафнии и босмины, диаптомусы и циклопы.